# Ficomila
Ficomila är ett släkte av steklar. Ficomila ingår i familjen kragglanssteklar.
Kladogram enligt Catalogue of Life:
| Ficomila | \| \| Ficomila curtivena \| \| \| \| \| \| Ficomila gambiensis \| \| \| \| |
|          | \| \| Ficomila curtivena \| \| \| \| \| \| Ficomila gambiensis \| \| \| \| |
|          | Ficomila curtivena                                                         |
|          |                                                                            |
|          | Ficomila gambiensis                                                        |
|          |                                                                            |